# Korniłowiec
„Korniłowiec” (ros. Бронеавтомобиль „Корниловец”) – rosyjski samochód pancerny Białych podczas wojny domowej w Rosji.
W poł. czerwca 1918 r. żołnierze Korniłowskiego Pułku Uderzeniowego w składzie Armii Ochotniczej gen. Antona I. Denikina zdobyli na bolszewikach ciężki samochód pancerny typu Garford-Putiłow. Otrzymał nazwę „Korniłowiec”. Jego dowódcą został sztabskpt. Igor D. Guńko. Załogę tworzyli podesauł Fiedosienko, por. Korotkow, por. Biezklubow, podoficer Nazarow i sztabkpt. Czirikow. Wspierał on wojska Białych podczas 2 Marszu Kubańskiego. Chrzest bojowy przeszedł podczas ataku oddziału gen. Aleksandra A. Borowskiego na wieś Biełaja Glina w nocy 22/23 czerwca. Utworzył wraz z pancerkami „Wiernyj” i „Partizan” dywizjon samochodów pancernych. 1 lipca wspierał atak 2 Drozdowskiego Pułku Konnego na chutor Tichorieckij. W październiku tego roku został uszkodzony pociskiem bolszewickiego pociągu pancernego podczas walk w rejonie Armawiru, a następnie pozostawiony. Załoga przeszła do kolejnego samochodu pancernego, dostarczonego przez Brytyjczyków, który nazwano „Witiaź”. Po jego zniszczeniu 31 października pod Stawropolem, kiedy poległ sztabskpt. I.D. Guńko, część pozostałych członków załogi obsadziła nową pancerkę, ponownie nazwaną „Korniłowiec”. Jej dowódcą został płk Appolinarij A. Riabinski. Weszła ona wraz z samochodem pancernym „Pamiat Witazia” w skład 4 Oddziału Pancernego.